# Wybory parlamentarne na Białorusi w 2000 roku
Wybory parlamentarne na Białorusi w 2000 roku odbyły się w dwóch turach – 15 i 29 listopada.
I turę wyborów do Izby Reprezentantów wyznaczono na 15 listopada. Wzięło w niej udział 562 kandydatów. W pierwszej turze wybrano deputowanych w 41 okręgach. 29 listopada odbyła się II tura. Wybrano w niej kolejnych 56 deputowanych. Na 96 wybranych tylko 17 zadeklarowało przynależność partyjną

## Sytuacja ugrupowań politycznych na Białorusi
Przed wyborami doszło do morderstw ludzi związanych z opozycją m.in. Dzmitryja Zawadskiego. Partie polityczne nie mają dostępu do państwowych środków masowego przekazu na zorganizowanie własnych brakuje im środków mimo pewnej pomocy z zewnątrz. Większościowy system wyborczy umożliwia zwycięstwo indywidualnym kandydatom zwłaszcza gdy każda zorganizowana grupa społeczna jest dla władzy, a zwłaszcza władzy osobistej prezydenta zagrożeniem, nawet jeśli się z nim identyfikuje. Pierwsza połowa lat 90. była bowiem okresem rozwoju partii politycznych. W 1990 zarejestrowano jedną, w 1991 było ich 5, w 1992 – 6, 1994 – 16, a w 1995, w okresie parlamentarnej kampanii wyborczej – 34. Do rady najwyższej wybrano 109 członków partii i 95 bezpartyjnych. Utworzono 5 frakcji, najliczniejszą tworzyli zwolennicy prezydenta – była to partia zgoda. Liczyła ona 49 członków, komunistów 45, Akcja Obywatelska skupiała 18 osób, natomiast Związek Pracy skupił 15. Można więc mówić o zalążkach systemu partyjnego, który mógł się rozwijać wraz z kolejnymi demokratycznymi wyborami

## Sytuacja bezpośrednio przed wyborami
Część antyprezydenckiej opozycji ogłosiła bojkot wyborów i organizowała nawołujące doń manifestacje. Apelujących do niego opozycjonistów skazywano na grzywny skonfiskowano nakład pisma "Rabaczy" wzywającego do bojkotu. Cześć opozycyjnych ugrupowań zdecydowała się jednak wystawić swoich kandydatów

## Przebieg wyborów
W okręgach w których startowali lider komunistów, socjaldemokratów i liberałów, wybory okazały się nieważne ze względu na niską frekwencję. Sukces natomiast odniósł inny były premier i rywal prezydenta Łukaszenki – Wiaczasłau Kiebicz. Na Białorusi przebywała jednak tzw. misja robocza biura instytucji demokratycznych i praw człowieka OBWE oraz Trójka Parlamentarna reprezentująca Parlament Europejski, Radę Europy i OBWE. Uznano, że nie spełniono minimalnych wymagań dla demokratycznych wyborów. Jak wynika z przytoczonych powyżej danych nowo wybrani deputowani Izby Reprezentantów to przede wszystkim bezpartyjni. Partie polityczne zarówno pro- jak i antyprezydenckie nie odgrywają w białoruskim systemie władzy większej roli. Sam prezydent podobnie jak niektórzy inni przywódcy strefy Wspólnoty Niepodległych Państw nie stworzył, a nawet nie próbował stworzyć własnego ugrupowania politycznego

## Białoruska scena polityczna w okresie wyborów
Obie partie komunistyczne opowiadają się za odbudową ZSRR i budowaniem społeczeństwa komunistycznego. PKB zarzuca drugiej partii komunistycznej wspieranie prezydenta zmierzającego do "kapitalizacji republiki", a KPB tej drugiej sojusz z burżuazyjnymi partiami prawicy i dążenia do kapitalizmu opartego na modelu liberalnym.
Nurt centrowy reprezentuje głównie Partia Liberalno-Demokratyczna, pierwotnie związana ze swym rosyjskim odpowiednikiem pod przewodem Władimira Żyrinowskiego. Uważana jest za najbogatszą partię opozycji.
Opcję konserwatywno-liberalną reprezentuje Zjednoczona Partia Obywatelska. Za swój atut uważa m.in. fakt, że żaden jej deputowany nie wszedł do "kieszonkowego parlamentu".
Partia Białoruskiego Frontu Ludowego jest nadal głównym organizatorem antyprezydenckich demonstracji nawołujących do bojkotu wyborów z 2000 r. i poza granicami postrzega się ją jako główną siłę opozycyjną. Pod przywództwem W. Winczorka usiłuje odgrywać wśród opozycji bardziej koncyliarną rolę, starając się poprzez Radę Koordynacyjną Sił Demokratycznych doprowadzić do wysunięcia wspólnego kandydata sił opozycyjnych w wyborach prezydenckich 2001 r., co wydawało się prawie niemożliwe. Z innych ugrupowań opozycyjnych należy jeszcze wymienić "Kartę'97" wzorowaną na czeskiej "Karcie 77". Pod jej apelem podpisało się w lutym 1998 r. 40 tys. obywateli.
Do ugrupowań opozycyjnych należała także Białoruska Partia Kobiet "Nadzieja", przekształcona w czerwcu 2003 r. w Białoruską Partię Demokratyczną. Głównym zadaniem nowej partii jest zwiększenie roli kobiet w społeczeństwie. BPD opowiada się też za pełnoprawnym członkostwem Białorusi w politycznych, gospodarczych i społecznych strukturach unijnych.

## Sytuacja polityczna po wyborach
Poparcie dla poszczególnych partii jest jednak niewielkie. Przed wyborami parlamentarnymi 2000 r. usiłowano pod patronatem OBWE doprowadzić do "okrągłego stołu" z udziałem opozycji i władz. Osiem partii opozycyjnych występowało wspólnie. Nie udało się od władz uzyskać znaczących ustępstw, choć opozycja gotowa była zaakceptować prawomocność jego przedłużonej prezydentury. Na tle stosunku do wyborów partie poróżniły się znowu. W 2001 r. udało im się jednak wystawić wspólnego kandydata w wyborach prezydenckich.
12 sierpnia 2003 r. liderzy Zjednoczonej Partii Obywatelskiej, Białoruskiego Frontu Ludowego, Partii Komunistów, Socjaldemokratycznej "Hramady" zatwierdzili pierwszy projekt wariantu listy potencjalnych kandydatów w wyborach do Izby Reprezentantów na jesieni 2004 r. Z partiami tymi współpracuje wyodrębniona w parlamencie grupa opozycyjnych deputowanych "Republika", która dążyła do przekształcenia się w partię polityczną, akces do niej zgłosili radni z różnych miast. Grupę te opuściło jednak 4 deputowanych, pozostało 7, podczas gdy regulamin izby przewiduje, iż grup deputowanych tworzy co najmniej 10 osób, co dało zastępcy przewodniczącego izby asumpt do stwierdzania, że nie ma prawnych podstaw do jej dalszego funkcjonowania. W lipcu 2003 r. weszła w życie ustawa ułatwiająca likwidację partii politycznych i stowarzyszeń. Grozi im zamknięcie, jeśli choćby raz narusza ustawę o zgromadzeniach. Zamknięcie grozi też za "szkody wyrządzone prawom i interesom obywateli, państwa i społeczeństwa". Władze wykorzystują różne prawdziwe lub wymyślone preteksty, aby rozwiązywać bądź szykanować niezależne organizacje